# Liubkivți, Sneatîn
Liubkivți (în ucraineană Любківці) este un sat în comuna Oleșkiv din raionul Sneatîn, regiunea Ivano-Frankivsk, Ucraina.

## Demografie
Componența lingvistică a localității Liubkivți
     Ucraineană (99,71%)
     Alte limbi (0,29%)
Conform recensământului din 2001, majoritatea populației localității Liubkivți era vorbitoare de ucraineană (99,71%), existând în minoritate și vorbitori de alte limbi.